# Mastruz com Leite
Mastruz com Leite é uma banda brasileira de forró eletrônico, formada no ano de 1990 em Fortaleza, pelo empresário Emanuel Gurgel. Considerada pioneira do forró eletrônico, a banda inovou ao inserir novos instrumentos ao ritmo, que até então utilizava apenas os tradicionais sanfona, zabumba e triângulo. Foram incorporados elementos como teclado, guitarra, baixo elétrico e saxofone, ampliando as possibilidades sonoras do gênero.

## Informações gerais
O nome da banda remonta aos tempos de faculdade de Emanuel Gurgel, quando liderava um time de handebol chamado Mastruz com Leite. Após o encerramento da equipe, o nome foi reaproveitado para o grupo musical. O termo “mastruz” refere-se a uma erva medicinal popularmente utilizada no tratamento de doenças do aparelho respiratório, bem como como cicatrizante e consolidador ósseo.
A banda Mastruz com Leite já se apresentou em vários programas de televisão de rede nacional como Planeta Xuxa, Xuxa Hits, Programa Livre, Hebe, Sabadão Sertanejo, Raul Gil, Programa do Ratinho, Vídeo Show, Domingão do Faustão entre outros. Além disso, já se apresentou por todo o Brasil, em grandes casas de shows, como o Canecão, no Rio de Janeiro e no Olympia, em São Paulo. A banda também já realizou turnês internacionais nos Estados Unidos e Europa, sendo a primeira banda de forró a realizar shows fora do Brasil.
Ao longo de seus 35 anos de carreira, o grupo lançou mais de 50 álbuns, sendo 10 de vídeo. No auge, o Mastruz com Leite chegou a vender de 270 a 300 mil CDs por mês.
Atualmente, a banda tem como vocalistas: Mara Rodrigues, Gilly Araújo, Roberta Felina, Evelyn Silva e Nerivaldo Bezerra.

## História
Em novembro de 1990, o empresário Emanuel Gurgel idealizou a criação de uma banda que tocasse exclusivamente forró. Admirador do gênero e atento ao público, observou que os salões de baile ficavam mais movimentados quando as bandas incluíam o ritmo em seu repertório. A partir dessa percepção, decidiu fundar o Mastruz com Leite.
Na época, havia ceticismo quanto ao sucesso de uma banda dedicada apenas ao forró, especialmente por parte dos músicos e ouvintes mais tradicionais. Nos primeiros meses, o grupo se apresentava nos intervalos dos shows das bandas Black Banda e Banda Aquarius. Com o tempo, passou a assumir o papel de atração principal, conquistando espaço e reconhecimento no cenário musical.
O primeiro show do Mastruz com Leite ocorreu em 22 de dezembro de 1990, no Mangueira Clube, em Fortaleza. Gradualmente, o grupo expandiu suas apresentações para o interior do Ceará, passando por cidades como Quixadá e Iguatu, até realizar seu primeiro espetáculo fora do estado, em Araripina, Pernambuco.
Em 1992, a banda grava seu primeiro LP, intitulado Arrocha o Nó, com regravações de artistas da época e três músicas inéditas, sendo elas "Sonho Real" interpretada pela cantora Kátia Cilene, "Que Nem Vem Vem" e "Eu Preciso de Você". O LP conquistou sucesso de imediato, tornando-se campeão de vendas pelo Brasil, com 400 mil cópias comercializadas. Mas o grande sucesso da banda viria no segundo LP intitulado Só Pra Xamegar, que vendeu 750 mil cópias e apresentou a canção "Meu Vaqueiro Meu Peão", composição de Rita de Cássia, considerada até hoje o maior sucesso da banda, sendo tocada com frequência nas rádios e executada pela banda em todos os shows.
Além de "Meu Vaqueiro Meu Peão", o Mastruz com Leite gravou vários outros hits de sucesso como "Onde Canta o Sabiá", "Minha Verdade", "Raízes do Nordeste", "Cara Metade", "Vida de Vaqueiro", "Rock do Sertão", "Meio Dia", "Princípio Meio e Fim", "Flor do Mamulengo", "Barreiras", "Razões", "Noite Fria", "Anjo de Guarda", "Menino Sem Juízo", "Tatuagem", "Dá Notícias", "Massa de Mandioca", "Lição de Vida", "A Praia" entre outros.

## Saga de Um Vaqueiro, O Filme
A Saga de Um Vaqueiro é um filme independente produzido no Cariri, região símbolo da cultura nordestina e da tradição do vaqueiro. Inspirado na música homônima da poetisa Rita de Cássia, falecida em 2023, o longa retrata a vida e a coragem do vaqueiro do sertão, exaltando sua luta diária, fé e bravura diante das dificuldades do campo.
Ambientado no sertão nordestino e nas tradições da vaquejada, o filme narra a trajetória de um homem simples que enfrenta desafios em nome do amor pela filha de um poderoso fazendeiro. A obra valoriza a cultura regional, com cenários autênticos e personagens que representam a força do povo do interior.
Prevista para estrear em dezembro de 2025, a produção destaca o orgulho e a simplicidade da vida sertaneja, mantendo viva a história e a tradição que sempre fizeram do forró e do vaqueiro símbolos da identidade nordestina.

## Controvérsias
- Em 10 de julho de 2025. O o Ceará Sporting Clube anunciou o seu terceiro uniforme para a temporada.[13] Em homenagem ao forró, principal estilo musical do Nordeste, o clube fez uma releitura da camisa da temporada de 1996 ano em que a banda Mastruz com Leite o patrocinou.[14]

- Em 5 de agosto de 2025, a Câmara Municipal de Fortaleza,[15] inspirada na trajetória da banda, aprovou a nomeação de uma via do município, no bairro do Passaré.[16]

## Formação atual
- Mara Rodrigues – vocal principal (2019–presente)
- Gilly Araújo – vocal principal (2023–presente)
- Evelyn Silva – vocal principal (2024–presente)
- Nerivaldo Bezerra – vocal principal (2024–presente)
- Roberta Felina – vocal principal (2023–2024, 2024–presente)
- Lulu do Parambu – acordeão (2008–presente)
- Bem-Te-Vi – acordeão (2009–presente)
- Tiago Sena – direção musical, teclados (2011–2018, 2018–presente)
- Artur César – bateria, percussão (1990–presente)
- Jean Silva – bateria, percussão (2007–presente)
- Ricardo Barros – guitarra (2013–presente)
- Wellington Mendes – baixo (2022–presente)
- Neném Esmério – sax (2006–presente)
- Meire de Castro – backing vocal (2013–presente)

## Ex-vocalistas
- Canário Reis (1990–1995)
- Beth Mota (1990-1991)
- Eliano (1990–1994)
- Marabá (1990–1996)
- Valdo (1990–1991)
- Tony Silveira (1990–2003)
- Kátia Cilene (1991–2008)
- Bete Nascimento (1994–2009)
- França (1995–1998)
- Aduilio Mendes (1996–2001)
- Alberto River (1998–2000)
- Lucinha Owens (licença maternidade) (1999)
- Kiko Salli (2000–2001)
- Lalá Ferreira (2001–2003)
- João Filho (2001–2007, 2015–2018)
- Juarez Jr. (2002–2004)
- Ana Amélia (2003–2007, 2015–2018)
- Hebert (2004–2007)
- Rainer Rylker (2007–2017)
- Samylla França (2008–2010)
- Nara Fidélis (2009)
- Livia Mara (2009–2012)
- Samara Madeira (2010–2012)
- Eryka Meyre (2012–2016)
- Ingred Sousa (2013–2022)
- Renara Santos (2017–2022)
- Vanderson Araújo (2017–2023)
- Emanuela Morais (2018–2019)
- Larissa Ferreira (2018-2023)
- Neto Leite (1991–1994, 2007–2024)[17]
- Daisi Albuquerque (2022–2024)

## Ex-músicos
- BJ – sax (1990–1993)
- Bel – baixo (1990–2003)
- Marabá – vocal, bateria (1990–1991)
- Jean – bateria (1992–1993, 2008)
- Zezinho do Paraíba – acordeão (1992–2003)
- Robertinho – acordeão (1993–1998)
- Raimundo – guitarra (1993–2008)
- Ednaldo Tapeba – teclados (1993–2000)
- Sinésio – bateria (1994–2003)
- Genialto – vocal, acordeão (1995–1997)
- Valéria – backing vocal (1995–1998)
- Patricia – backing vocal (1995–1999)
- Silvestre Costa – bateria (1997, 2003–2006)
- Chiquinho – acordeão (1999–2009)
- Thiago Carvalho – acordeão (1999–2008)
- Adjara Rodrigues – backing vocal (1999–2008)
- Vidia Tavares – backing vocal (1999–2009)
- Ivanildo Neves – teclados (2000–2008)
- Paulinho – sax (2001–2006)
- Uroa – bateria (2006–2012)
- Faísca – baixo (2007–2018)
- Fofinho – teclado (2008–2011)
- Romero – baixo (2009–2011)
- Cleidiane – backing vocal (2010–2012)
- Samuel – baixo (2012–2017)
- Fly – backing vocal (2013)
- Edinho – bateria (2012–2013)
- João Paulo – teclados (2018)
- Daniel – baixo (2017–2022)